# 徐套乡
徐套乡，是中华人民共和国宁夏回族自治区中卫市中宁县下辖的一个乡镇级行政单位。

## 行政区划
徐套乡下辖以下地区：
小湾村、李士村、红柳村、原套村、徐套村、白套村、大滩川村、田家滩村、大台子村、新庄子村、下流水村、上流水村和白圈子村。